# Gonystylus macrophyllus
Gonystylus macrophyllus là một loài thực vật thuộc họ Thymelaeaceae. Loài này có ở Indonesia, Malaysia, Papua New Guinea, quần đảo Solomon, và có thể cả Philippines.